# Broniewo (województwo pomorskie)
Broniewo – osada w Polsce położona w województwie pomorskim, w powiecie nowodworskim, w gminie Stegna na obszarze Żuław Wiślanych. Wieś wchodzi w skład sołectwa Bronowo.
W latach 1975–1998 miejscowość należała administracyjnie do województwa elbląskiego.